# Napaea elisae
Napaea elisae is een vlindersoort uit de familie van de prachtvlinders (Riodinidae), onderfamilie Riodininae.
Napaea elisae werd in 1952 beschreven door Zikán, J.